# Heroes of Origin
Heroes of Origin ist das erste Studioalbum der US-amerikanischen Thrash-Metal-Band Hatriot. Es erschien am 25. Januar 2013 Massacre Records.

## Entstehung und Hintergrund
Die Musik für das Album wurde vom Gitarristen Kosta Vavratakis geschrieben während Sänger Steve Souza für die Texte verantwortlich war. Drei Lieder auf dem Album stammen von dem im Jahre 2011 veröffentlichten Demo der Band. Lediglich das Lied The Fear Within wurde nicht verwendet. Aufgenommen wurde Heroes of Origin in den Trident Studios in der kalifornischen Stadt Martinez. Produziert, gemischt und gemastert wurde das Album von Juan Urteaga. Das Albumcover wurde von Mark Devito entworfen. Der Albumtitel bezieht sich laut Sänger Steve Souza auf seine Band, die die Neue Weltordnung ist. Das Lied Murder American Style bezieht sich auf das amerikanische Phänomen der Kleinstadtmörder. Hierbei handelt wa sich laut Souza um eine in der Gesellschaft gut integrierte, beliebte Person, ehe plötzlich bekannt wird, dass diese Person in Wahrheit ein Serienmörder ist. Für das Lied Blood Stained Wings wurde ein Musikvideo gedreht.

## Titelliste
| 1. Suicide Run – 3:53 2. Weapons of Class Destruction – 4:45 3. Murder American Style – 3:57 4. Blood Stained Wings – 4:36 5. The Violent Time of My Dark Passenger – 4:38 | 1. Globicidal – 3:58 2. And Your Children to Be Damned – 4:07 3. The Mechanics of Annihilation – 4:11 4. Shadows of the Buried – 6:20 5. Heroes of Origin – 3:11 |

## Rezeption
Thomas Meyns vom Onlinemagazin Metalnews bezeichnete Heroes of Origin als ein „auf der ganzen Linie überzeugendes Thrash Metal-Album“ und empfahl es all denen, die Sänger Souza bei Exodus schmerzlich vermissen. Meyns vergab 5,5 von sieben Punkten. Thomas Kupfer vom deutschen Magazin Rock Hard bemängelte, dass das Album „einige Tempovariationen bräuchte, um als Meilenstein zu taugen“. Kupfer vergab 7,5 von zehn Punkten. Tom Küpers vom deutschen Magazin Metal Hammer kritisierte die von Steve Souzas Söhnen „geleitete Abteilung Bass/Schlagzeug, die noch in der Ausbildung steckt“. Wegen „einiger Highspeed-Rumpler“ vergab Küpers vier von sieben Punkte.